# Sárga hagyma
A sárga hagyma (Allium flavum) az amarilliszfélék családjába tartozó, Közép- és Délkelet-Európában, Nyugat-Ázsiában honos növény.

## Megjelenése
A sárga hagyma 25–60 cm magas, lágyszárú, évelő növény. A talajban található 1-1,5 cm átmérőjű hagymája. Hosszú és keskeny, kihegyesedő végű, tőálló levelei kb. 2 mm szélesek; kezdetben félhengeresek, majd csövesek. Színük hamvasan kékeszöld. A növény jellegzetesen hagymaszagú, de hagymaíze nincs.
Június és augusztus között virágzik. Hosszú, csöves száron növő virágzata laza ernyő, amelyben az egyes virágok hosszú (a virágnál legalább háromszor hosszabb), ívben lelógó kocsányon ülnek és a virágzat egészében kis sárga tűzijátékra emlékeztet. Sziromlevelei élénksárgák, a virágzatban sarjhagymák nincsenek. A bibe és a porzók kiállnak a virágból. A virágzatot néhány hosszú, keskeny, a virágoknál jóval hosszabb buroklevél övezi.
Termése sok apró magot rejtő háromosztatú toktermés.
Kromoszómaszáma 2n=16, ritkán 4n=32.

## Elterjedése
Alfajai és elterjedésük:
- Allium flavum subsp. flavum - Közép- és Dél-Európa, Törökország
- Allium flavum subsp. ionochlorum - Algéria, Marokkó
- Allium flavum var. minus  - Törökország
- Allium flavum var. pilosum  - Törökország Adana tartománya
- Allium flavum subsp. tauricum  - Balkán, Ukrajna, Európai-Oroszország, Kaukázus, Kazahsztán

## Életmódja
Száraz, nyílt vagy zártabb gyepek, esetleg sziklagyepek, bokorerdők tisztásai, pusztafüves lejtők, homoki gyepek növénye. Helyenként tömeges lehet.
Nedvét molyriasztóként használják. Kertbe ültetve rovar- és vakondriasztó hatású. Feltűnő virágai miatt dísznövényként is ültetik. Könnyen termeszthető; a napos helyet és jó vízáteresztő képességű talajt kedveli. A lucernával kölcsönösen gátolják egymás növekedését.
Magyarországon nem védett.

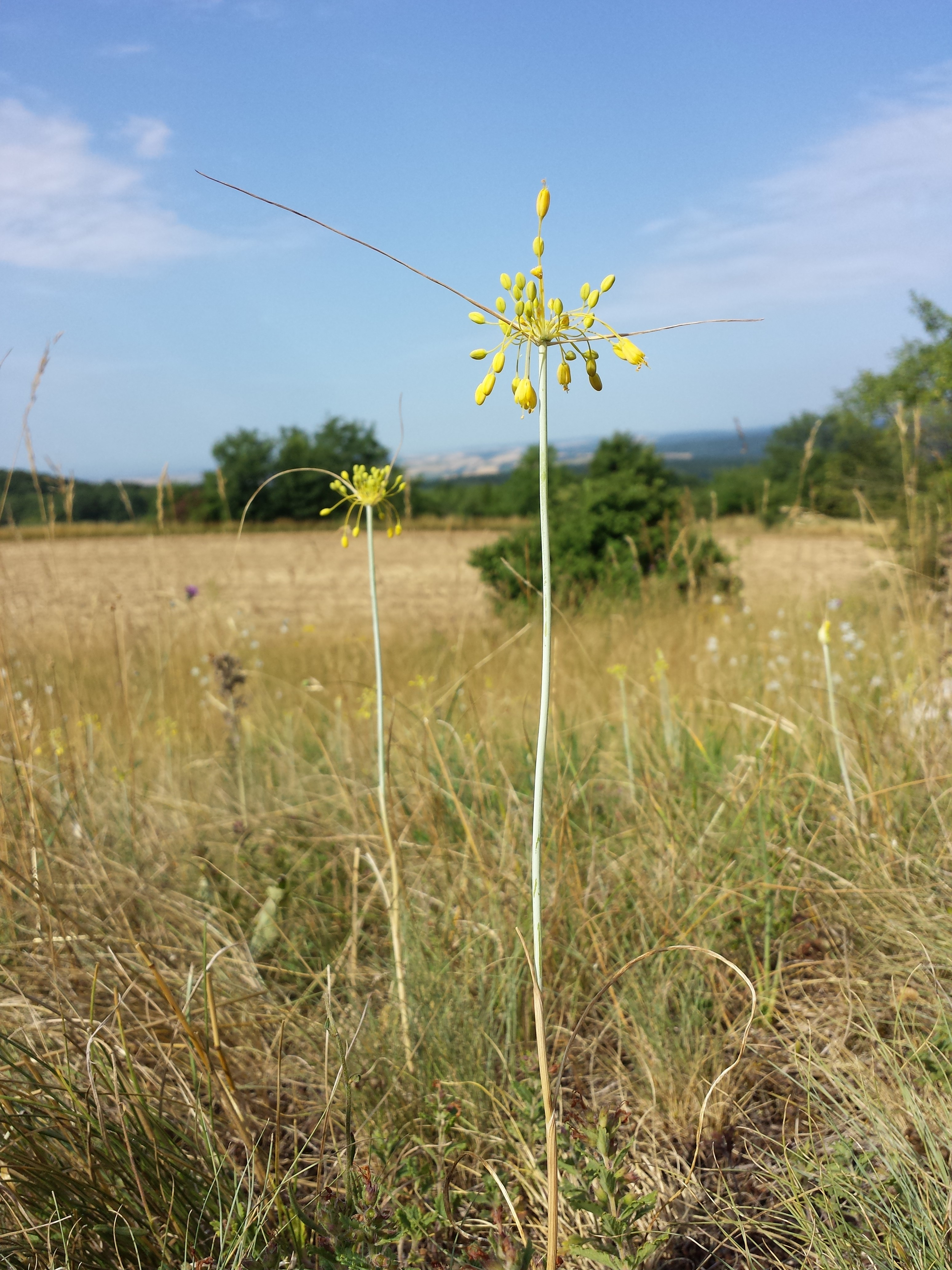
Habitusa
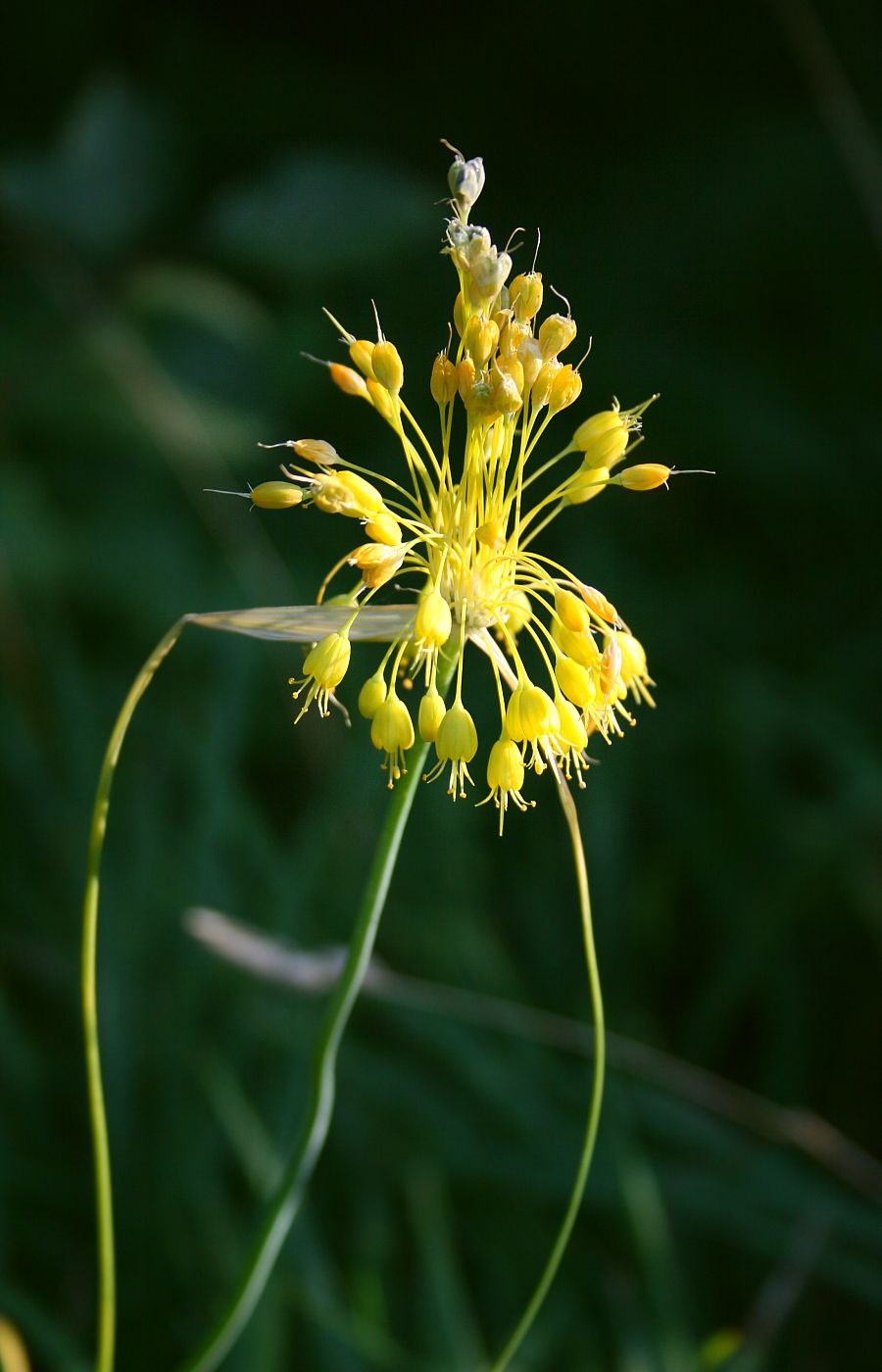
Virágzata
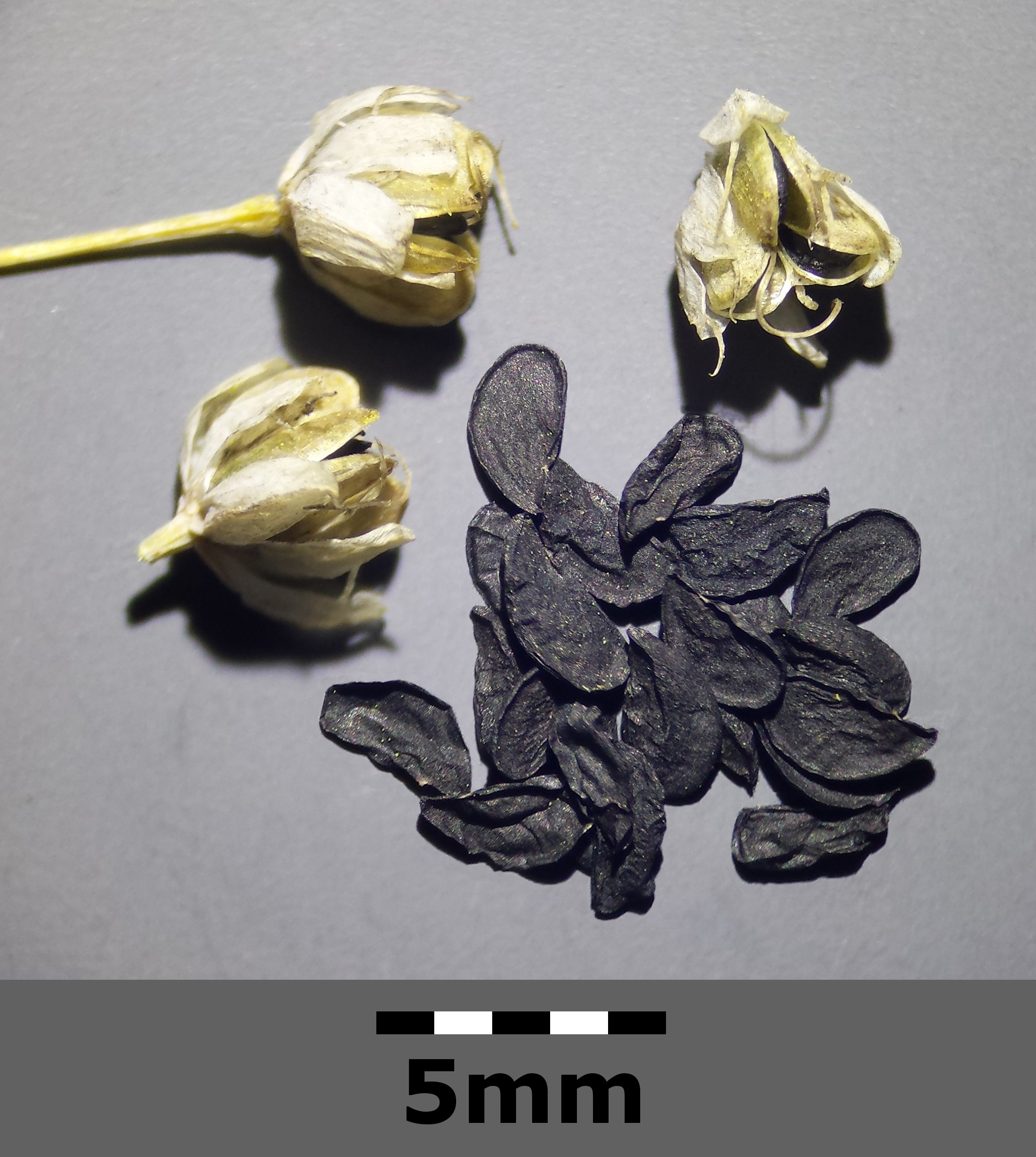
Termése
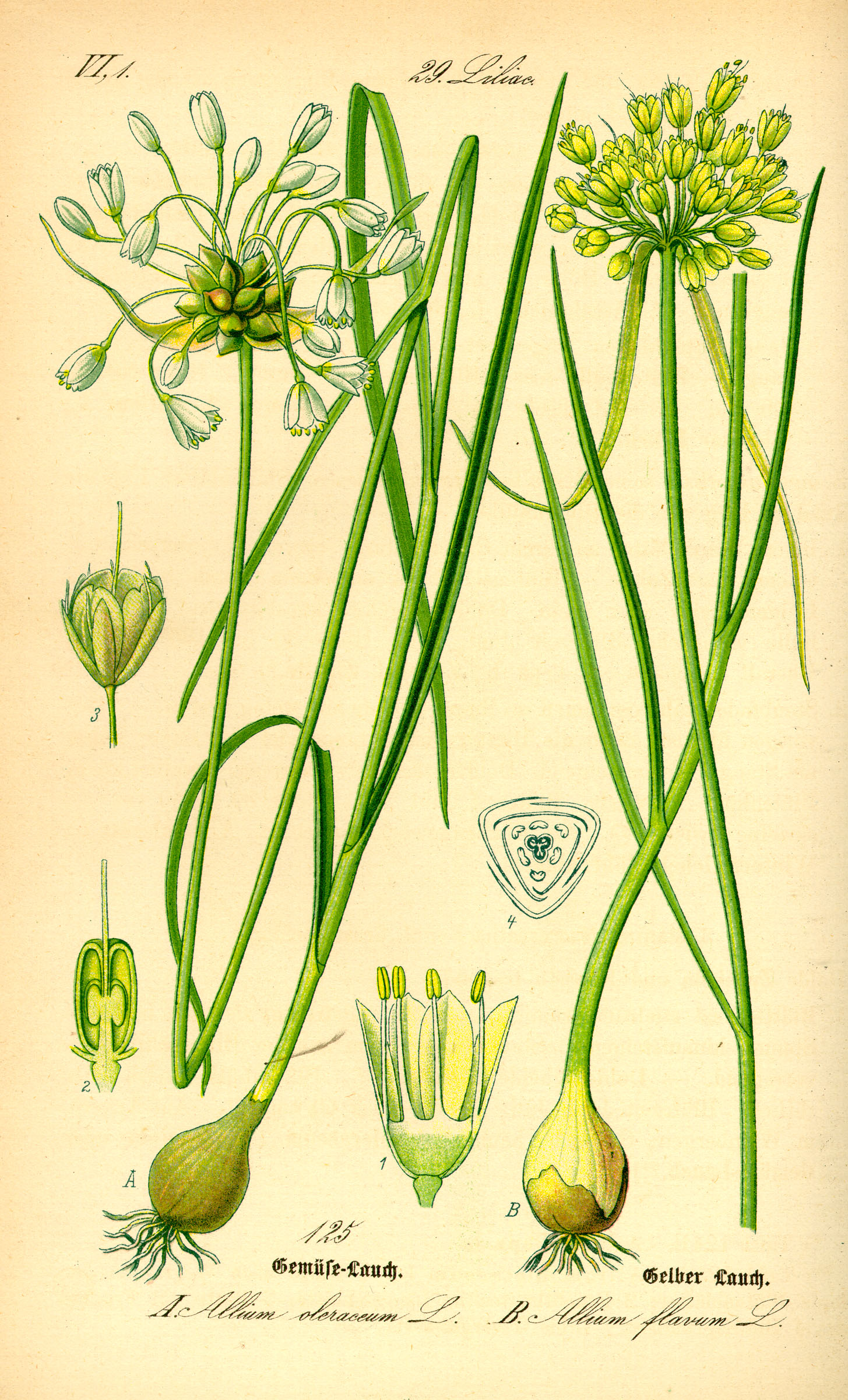
Érdes hagyma (balra) és sárga hagyma (1885)